# Красноярский уезд (Енисейская губерния)

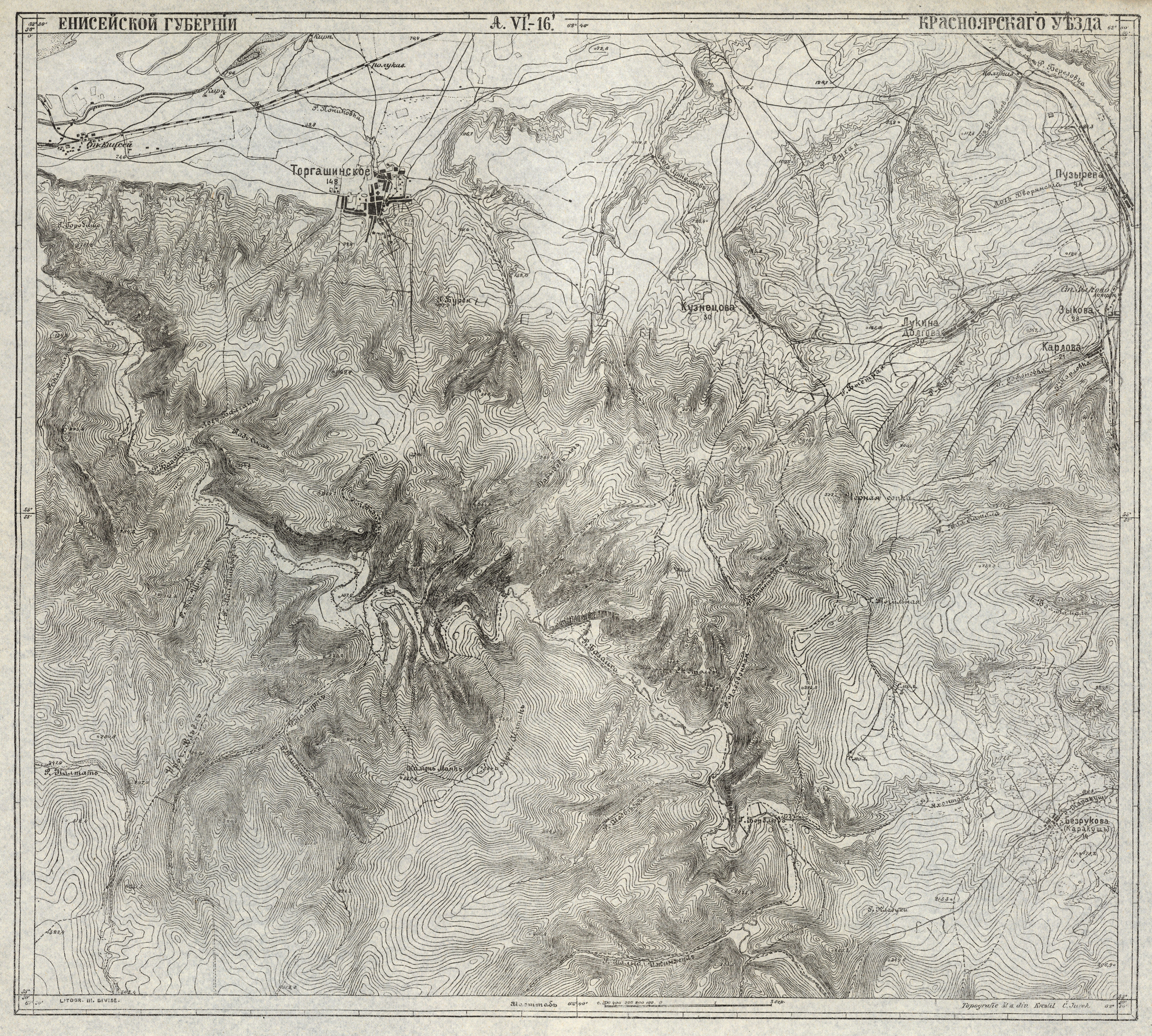
Карта Красноярского уезда Енисейской губернии 1901 год

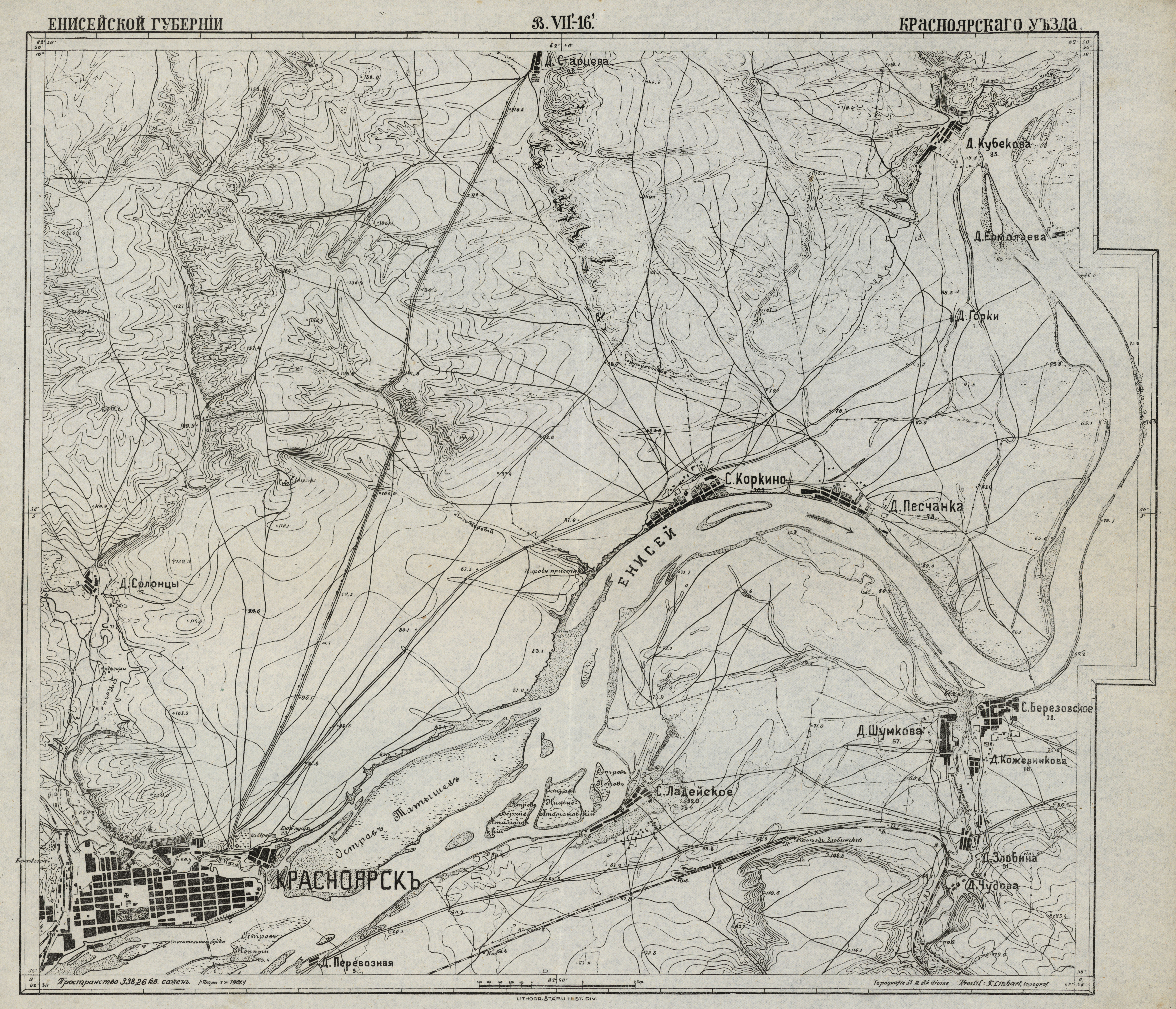
Карта Красноярского уезда Енисейской губернии 1901 год

Красноя́рский уе́зд — административно-территориальная единица в составе Сибирской, Томской и Енисейской губерний, существовавшая в 1631—1925 годах. Уездный город — Красноярск.

## История
Образован в 1631 году. Территориально охватывал юг современного Красноярского края от Казачинского порога (Подпорожной слободы) до Западного Саяна, с запада на восток от междуречья среднего и верхнего Чулыма от реки Енисея до реки Уды.
С 1708 года — в Сибирской губернии. С 1724 года по 1775 год — в составе Енисейской провинции Сибирской губернии.
В 1782 году территория уезда делится между тремя наместничествами. Правобережье от Кана вместе с Канской волостью было передано в Нижнеудинский уезд Иркуского наместничесва, среднее Причулымье вошло в новый Ачинский уезд Томской области Тобольского наместничесва. Туда же вошел и Енисейский уезд. Остальная часть вместе с Красноярском (сохранившим уездный статус) вошла в состав Колыванского наместничества.
С 1796 года — в составе Тобольской губернии.
С 1804 года — в составе Томской губернии.
В 1822 году с учреждением Енисейской губернии центральная часть Красноярского уезда переименована в Красноярский округ Енисейской губернии, а остальные территории вошли в Ачинский, Енисейский, Канский и Минусинский округа.
В 1899 году округа были вновь переименованы в уезды.
в 1925 году связи с образованием Сибирского края Красноярский уезд упраздняется, а на его основе образуется Красноярский округ Сибирского края.

## Административное деление
В 1913 году уезд состоял из восьми волостей:
| - Вознесенская волость — с. Вознесенское, - Еловская волость — с. Еловское, - Заледеевская волость — с. Емельяново, - Нахвальская волость — с. Нахвальское, - Погорельская волость — с. Погорельское, - Сухобузимская волость — с. Сухобузимское, - Частоостровская волость — с. Частоостровское, - Шалинская волость — с. Шалинское. |